# Bathypterois longifilis
Bathypterois longifilis – gatunek ryby z rodziny Ipnopidae. Podobnie jak pokrewny gatunek Bathypterois grallator ma charakterystycznie wydłużone i przekształcone płetwy piersiowe i ogonową, co umożliwia mu oparcie się płetwami o dno oceanu.
Ryby tego gatunku osiągają 26 cm standardowej długości. Występuje na głębokościach 500–5000 m.